# Philippe Rousselot
Pour les articles homonymes, voir Rousselot et Philippe Rousselot (homonymie).
Philippe Rousselot est un directeur de la photographie et réalisateur français, né le 4 septembre 1945 à Briey (Lorraine).

## Biographie
Après avoir étudié le cinéma à Paris à l'École Louis-Lumière, dont il sort diplômé en 1966, il débute comme assistant de Néstor Almendros puis s'impose rapidement comme chef opérateur et connaît une brillante carrière. Il a collaboré avec plusieurs réalisateurs de premier plan : Jean-Jacques Beineix pour Diva, Alain Cavalier pour Thérèse, Jean-Jacques Annaud pour L'Ours, Robert Redford pour Et au milieu coule une rivière, Stephen Frears pour Les Liaisons dangereuses, Patrice Chéreau pour La Reine Margot, Bertrand Blier pour Trop belle pour toi et Merci la vie ou encore Tim Burton pour La Planète des singes, Big Fish et Charlie et la Chocolaterie.
Philippe Rousselot a obtenu l'Oscar de la meilleure photographie en 1993 pour Et au milieu coule une rivière ainsi que trois Césars : en 1982 pour Diva, en 1987 pour Thérèse et en 1995 pour La Reine Margot.
Avec Diva de Beinex, il participe grandement à l'affirmation de l'esthétique photographique comme élément central du processus filmique et consacre une lumière « à effet » qui produit une atmosphère onirique et atemporelle. Cette lumière particulière est sa marque de fabrique, notamment pour les films de Bertrand Blier.
Il est passé à la réalisation en 1997 avec Le Baiser du serpent, son unique film en tant que metteur en scène à ce jour.

## Filmographie
- 1970 : Le Clair de terre de Guy Gilles
- 1970 : Un couple d'artistes de Bruno Gantillon (court métrage)
- 1971 : Les yeux de maman sont des étoiles de Jacques Robiolles
- 1971 : Côté cour, côté champs de Guy Gilles (court métrage)
- 1972 : Absences répétées de Guy Gilles
- 1973 : La Raison du plus fou de François Reichenbach
- 1974 : Histoires d'A de Charles Belmont et Marielle Issartel
- 1975 : Cyrus le violoncelliste de Fabrice Cazeneuve (court métrage)
- 1975 : Il pleut toujours où c'est mouillé de Jean-Daniel Simon
- 1976 : L'Affiche rouge de Frank Cassenti
- 1977 : Je veux mourir dans la patrie de Jean-Paul Sartre de Mosco Boucault (court métrage)
- 1977 : Pour Clémence de Charles Belmont
- 1977 : Adom ou Le Sang d'Abel de Gérard Myriam Benhamou (court métrage)
- 1977 : Le Couple témoin de William Klein
- 1977 : Paradiso de Christian Bricout
- 1977 : Diabolo menthe de Diane Kurys
- 1978 : Pauline et l'Ordinateur de Francis Fehr
- 1979 : La Drôlesse de Jacques Doillon
- 1980 : Vive la mariée de Patrice Noïa (court métrage)
- 1980 : Cocktail Molotov de Diane Kurys
- 1981 : La Provinciale de Claude Goretta
- 1981 : Diva de Jean-Jacques Beineix
- 1981 : La Gueule du loup de Michel Léviant
- 1982 : Guy de Maupassant de Michel Drach
- 1983 : La Lune dans le caniveau de Jean-Jacques Beineix
- 1984 : Les Voleurs de la nuit de Samuel Fuller
- 1984 : End of the Rainbow de Laszlo Papas (court métrage)
- 1984 : Nemo d'Arnaud Sélignac
- 1985 : Night Magic de Lewis Furey
- 1985 : Des terroristes à la retraite de Mosco Boucault (documentaire)
- 1985 : La Forêt d'émeraude (The Emerald Forest) de John Boorman
- 1986 : Thérèse d'Alain Cavalier
- 1987 : La Guerre à sept ans (Hope and Glory) de John Boorman
- 1988 : L'Ours de Jean-Jacques Annaud
- 1989 : Les Liaisons dangereuses (Dangerous Liaisons) de Stephen Frears
- 1989 : Trop belle pour toi de Bertrand Blier
- 1989 : Nous ne sommes pas des anges (We're No Angels) de Neil Jordan
- 1990 : Henry et June (Henry & June) de Philip Kaufman
- 1991 : Merci la vie de Bertrand Blier
- 1991 : L'Étrangère (The Miracle) de Neil Jordan
- 1992 : Et au milieu coule une rivière (A River Runs Through It) de Robert Redford
- 1993 : Sommersby de Jon Amiel
- 1993 : Flesh and Bone de Steven Kloves
- 1994 : La Reine Margot de Patrice Chéreau
- 1994 : Entretien avec un vampire (Interview with the Vampire: The Vampire Chronicles) de Neil Jordan
- 1996 : Mary Reilly de Stephen Frears
- 1996 : Larry Flynt (The People vs. Larry Flynt) de Miloš Forman
- 1999 : Instinct de Jon Turteltaub
- 1999 : L'Ombre d'un soupçon (Random Hearts) de Sydney Pollack
- 2000 : Le Plus Beau des combats (Remember the Titans) de Boaz Yakin
- 2001 : The Tailor of Panama de John Boorman
- 2001 : La Planète des singes (Planet of the Apes) de Tim Burton
- 2002 : Antwone Fisher de Denzel Washington
- 2003 : Big Fish de Tim Burton
- 2005 : Constantine de Francis Lawrence
- 2005 : Charlie et la Chocolaterie (Charlie and the Chocolate Factory) de Tim Burton
- 2007 : À vif (The Brave One) de Neil Jordan
- 2007 : The Great Debaters de Denzel Washington
- 2007 : Lions et Agneaux (Lions for Lambs) de Robert Redford
- 2009 : Sherlock Holmes (Sherlock Holmes) de Guy Ritchie
- 2011 : Sherlock Holmes : Jeu d'ombres (Sherlock Holmes: A Game of Shadows) de Guy Ritchie
- 2011 : Il n'est jamais trop tard (Larry Crowne) de Tom Hanks
- 2012 : Anna Karénine de Joe Wright (uniquement préparation)
- 2013 : Sublimes Créatures (Beautiful Creatures) de Richard LaGravenese
- 2014 : Enfant 44 (Child 44) de Daniel Espinosa
- 2016 : The Nice Guys de Shane Black
- 2016 : Les Animaux fantastiques (Fantastic Beasts and Where to Find Them) de David Yates
- 2018 : Les Animaux fantastiques : Les Crimes de Grindelwald de David Yates
- 2020 : Beast de Baltasar Kormákur
- 2021 : Sans aucun remords (Without Remorse) de Stefano Sollima
- 2025 : Play Dirty de Shane Black

## Distinctions
- César de la meilleure photographie 1982, pour Diva de Jean-Jacques Beineix
- César de la meilleure photographie 1987, pour Thérèse d'Alain Cavalier
- Oscar de la meilleure photographie 1992, pour Et au milieu coule une rivière de Robert Redford
- César de la meilleure photographie 1995, pour La Reine Margot de Patrice Chéreau